# ジャステン・グラッド
ジャステン・グラッド（Justen Glad 、1997年2月28日 - ）は、アメリカ合衆国出身のプロサッカー選手。レアル・ソルトレイク所属。ポジションはDF。

## クラブ経歴
レアル・ソルトレイクのアカデミーで育成され、2014年4月にクラブとホームグロウン契約を結んだ。2015年4月、リザーブチームのレアル・モナークスでプロデビュー。

## 代表歴
2013年4月、U-17アメリカ合衆国代表の一員として、パナマで開催された2013 CONCACAF U-17チャンピオンシップに参加した。
2017年5月、U-20アメリカ合衆国代表の一員として、韓国で開催された2017 FIFA U-20ワールドカップに参加した。
2018年1月8日、ボスニア・ヘルツェゴビナ代表との親善試合でフル代表初召集。